# Thần kinh sống ngực IV
Thần kinh sống ngực IV (T4) là dây thần kinh sống thuộc đoạn ngực của tủy sống.
Thần kinh rời khỏi ống sống, thoát ra từ bờ trên đốt sống ngực V (T5) hay bờ dưới đốt sống ngực IV (T4).